# Libro de la caça
El Libro de la caça o Libro de la caza es un tratado de cetrería compuesto por don Juan Manuel y se suele fijar en su primer periodo de producción literaria, entre 1325 y 1326. La obra se ha considerado como un heredero de la tradición alfonsí, y que sigue el modelo del perdido Libro del cazar del propio rey Alfonso X. Sin embargo, se ha demostrado que el modelo que sigue, a pesar de las grandes diferencias de extensión, es el De arte venandi cum avibus de Federico II.
El Libro de la caza encierra dos aspectos novedosos: la inclusión de anécdotas personales que aligeran la pesadez de la información técnica y el último capítulo, el XII, que encierra una descripción geográfica de los mejores lugares para practicar la cetrería en los diversos obispados del reino de Castilla. Desafortunadamente, el libro se han conservado de forma fragmentaria y solo se describen tres de los dieciocho anunciados al principio del prólogo, los de Cartagena, Cuenca y Sigüenza. Esta descripción es muy interesante ya que lo hace siguiendo los ríos de forma metódica y describe qué caza y en qué época del año se encuentra. Algo parecido se repetirá, a mediados de siglo, en el Libro de montería atribuido normalmente al rey Alfonso XI. 